# Урок виживання
Урок виживання (англ. Detention) — американо-канадський бойовик 2003 року.

## Сюжет
Сем Декер, учитель у середній школі Лінкольн — гроза своїх екстремальних підопічних. Сем — колишній спецназівець, тому він запросто залишиться після уроків з групою студентів, що провинилися, від яких можна чекати чого завгодно. Він готовий до будь-яких сюрпризів, але він не знає, що скоро гучні коридори і класи перетворяться на справжнє поле бою. Банда садиста і психопата Честера Лемба вибрала школу Лінкольн як базу для хитромудрого пограбування поліцейського фургона, що перевозить героїн. Лемб вирішує заодно прибрати непотрібних свідків, замкнених у порожній школі, проте кмітливі учні разом зі своїм бувалим наставником оголошують йому справжню війну, яка стане для них вирішальним уроком виживання.

## У ролях
- Дольф Лундгрен — Сем Декер
- Алекс Харзі — Честер Лемб
- Ката Добо — Глорія Вейлон
- Корі Севьєр — Мік Ештон
- Дов Тіфенбах — Віллі Лопес
- К.К. Коллінз — Ходжі Хогарт
- Мфо Коахо — Джей Ті Берроу
- Ларрі Дей — Ерл Хендорф
- Дженніфер Бекстер — Марго Конрой
- Даніель Хемптон — Алісія Робертс
- Ніколь Дікер — Чарлі Теркл
- Джозеф Скорен — Віктор